# Jean-Pierre Jacqmin
Jean-Pierre Jacqmin est directeur à la Radio-Télévision Belge de la Communauté française de l'information, depuis le 16 mai 2008 ainsi que du sport. Il est aussi animateur de l'émission interview Matin Première sur la radio La première,.